# Barbara L'Italien
Pour les articles homonymes, voir L'Italien.
 (février 2019).
Barbara A. L'Italien (née le 3 janvier 1961) est une femme politique américaine, originaire de l'État du Massachusetts et, à compter de janvier 2015, sénatrice du 2e district d'Essex et Middlesex. Elle était auparavant directrice des affaires gouvernementales pour le trésorier et receveur général du Massachusetts, Steve Grossman. De 2003 à janvier 2011, elle était membre de la Chambre des représentants du Massachusetts représentant le 18e district d'Essex. En 2017, elle a annoncé sa candidature au Congrès, représentant le 3e district du Massachusetts, dirigé par Niki Tsongas, qui a annoncé le 9 août 2017 qu'elle ne se représenterait pas en 2018.

## Biographie

### Jeunesse
Barbara L'Italien est née à Passaic, New Jersey, et, plus tard, diplômée du Andover High School en 1978. En 1984, elle est obtient un baccalauréat de sciences politiques au Merrimack College. Avant son élection à la Chambre des représentants, L'Italien a travaillé pour le service des aînés de Merrimack Valley, et pour le Centre psychologique du Grand Lawrence (chargée de l'assistance téléphonique en cas de mauvais traitements envers les personnes âgées). Elle a également travaillé avec West Suburban Elder Services comme superviseure de la gestion de cas et d'abus envers les personnes âgées.

### Carrière politique

#### Chambre des représentants du Massachusetts
Barbara L'Italien est la première représentante de l'État à représenter le 18e district d'Essex, créé par le redécoupage suivant le recensement de 2000. Elle a occupé ce poste de 2003 à 2011.
Lors de la première campagne en 2002, Barbara L'Italien avait battu la Républicaine Kathleen Sachs. En 2004, elle est réélue avec 58 % des voix, face à la Républicaine Maria Marasco. En 2006 et 2008, le républicain Lawrence Brennan s'est présenté contre L'Italien, mais elle l'a battu avec 56% des voix en 2006 et 55 % en 2008. En 2010, elle a été battue par le républicain d'Andover, Jim Lyons, qui l'a emporté avec 53 % des votes.
Barbara L'Italien est l'autrice de la loi historique 4934 (anciennement H. 3809), qui oblige les compagnies d'assurance à offrir une couverture médicale pour les thérapies de l'autisme, fondées sur des preuves médicales telles que l'analyse comportementale appliquée.

#### Département du Trésor
À la fin de son mandat à la Chambre des représentants en janvier 2011, elle est devenue directrice des affaires gouvernementales du trésorier et receveur général du Massachusetts, Steve Grossman, jusqu'en 2012.

#### Sénat du Massachusetts
Barbara L'Italien a été élu au Sénat du Massachusetts en novembre 2014 pour succéder à Barry Finegold au deuxième siège d'Essex et de Middlesex siège. Elle a battu le républicain d'Andover, Alex Vispolin lors de l'élection générale. Elle a pris ses fonctions le 7 janvier 2015. Lors des élections de 2016, elle a battu la républicaine Susan LaPlante avec plus de 63 % des voix. Elle est actuellement présidente du comité mixte sur les affaires des personnes âgées, ainsi que vice-présidente du comité sénatorial des projets de loi en troisième lecture.

## Apparition surFox and Friends First
Le 23 juillet 2018, Barbara L'Italien est apparu sur Fox & Friends First et a critiqué la politique de séparation des familles de l'administration Trump. Fox avait l'intention d'entendre Ann Kirkpatrick, une démocrate qui se présentait dans le 2e district du Congrès de l'Arizona, mais avait donné la parole à L'Italien par erreur.